# Impact Hall of Fame
El TNA Hall of Fame (antes conocido como Impact Hall of Fame) es una institución que rinde honores a la carrera de antiguos empleados de TNA. Fue creado oficialmente el 31 de mayo de 2012 en Impact Wrestling. Los admitidos serán elegidos sobre la base de sus contribuciones a la historia de la empresa.
El 10 de junio en Slammiversary, Sting fue revelado como el primero en ser inducido en el Salón de la Fama.

## Nombres
| Nombre                        | Años                         |
| ----------------------------- | ---------------------------- |
| TNA Hall of Fame              | 2012 — 2017, 2024 — presente |
| Impact Wrestling Hall of Fame | 2018 — 2023                  |

## Miembros
Generalmente, los miembros son luchadores activos que posteriormente anuncian su retiro. Estos son los actuales miembros del TNA Hall of Fame.
Nota: † indica que los luchadores fueron introducidos con carácter póstumo.
| Nombre                        | Introducido por           | Logros y notas |
| ----------------------------- | ------------------------- | --- |
| TNA Hall of Fame              |                           | |
| Hall of Fame 2012             |                           | |
| Sting                         | Lex Luger                 | Ver lista- Primer miembro del TNA Hall of Fame. - NWA World Heavyweight Championship (1 vez) - TNA World Heavyweight Championship (4 veces) - TNA World Tag Team Championship (1 vez)                                          |
| Hall of Fame 2013             |                           | |
| Kurt Angle                    | Dixie Carter              | Ver lista- IWGP Heavyweight Championship (1 vez) - TNA World Heavyweight Championship (6 veces) - TNA X Division Championship (1 vez) - TNA World Tag Team Championship (2 veces) - King of the Mountain (2007 y 2009)         |
| Hall of Fame 2014             |                           | |
| Team 3D                       | Tommy Dreamer             | Ver lista- Reconocidos por Impact Wrestling como 23 veces "World Tag Team Champions" en conjunto. - NWA World Tag Team Championship (1 vez) - TNA World Tag Team Championship (2 veces) - IWGP Tag Team Championship (2 veces) |
| - Bully Ray                   | Tommy Dreamer             | Ver lista- NWA World Tag Team Championship (1 vez) - TNA World Tag Team Championship (2 veces) - IWGP Tag Team Championship (2 veces) - TNA World Heavyweight Championship (2 veces)                                           |
| - Devon                       | Tommy Dreamer             | Ver lista- NWA World Tag Team Championship (1 vez) - TNA World Tag Team Championship (2 veces) - IWGP Tag Team Championship (2 veces) - TNA Television Championship (2 veces)                                                  |
| Hall of Fame 2015             |                           | |
| Jeff Jarrett                  | Dixie Carter y Mike Tenay | Ver lista- Cofundador de TNA - Megacampeonato de AAA (1 vez) - NWA World Heavyweight Champion (6 veces) - TNA King of the Mountain Championship (1 vez) - King of the Mountain (2004, 2006 y 2015)                             |
| Earl Hebner                   | Billy Corgan              | Ver lista- Primer árbitro en ser exaltado al TNA Hall of Fame. - Árbitro principal de Impact Wrestling desde 2006 |
| Hall of Fame 2016             |                           | |
| Gail Kim                      | Dixie Carter              | Ver lista- Primera luchadora en ser exaltada al TNA Hall of Fame. - Primera campeona femenina en TNA. - TNA Women's Knockout Championship (7 veces). - TNA Knockout Tag Team Championship (1 vez).                             |
| Impact Wrestling Hall of Fame |                           | |
| Hall of Fame 2018             |                           | |
| Abyss                         | James Mitchell            | Ver lista- NWA World Heavyweight Championship (1 vez) - TNA Television Championship (2 veces) - TNA X Division Championship (1 vez) - TNA World Tag Team Championship (2 veces) - NWA World Tag Team Championship (1 vez)      |
| Hall of Fame 2020             |                           | |
| Ken Shamrock                  | Dwayne "The Rock" Johnson | Ver lista- NWA World Heavyweight Championship (1 vez) |
| Hall of Fame 2021             |                           | |
| Awesome Kong                  | Gail Kim                  | Ver lista- TNA Knockouts Championship (2 veces) - TNA Knockouts Tag Team Championship (1 vez) - Queen of the Knockouts (2015)                                                                                                  |
| Hall of Fame 2022             |                           | |
| Raven                         | Tommy Dreamer             | Ver lista- NWA World Heavyweight Championship (1 vez) - King of the Mountain (2005) |
| Hall of Fame 2023             |                           | |
| Traci Brooks                  | Frankie Kazarian          | Ver lista- Considerada por Impact Wrestling como el original Knockout. |
| Don West †                    | Scott D'Amore             | Ver lista- Equipo de transmisión original de Impact Wrestling (2002-2009). |
| Mike Tenay                    | Scott D'Amore             | Ver lista- Equipo de transmisión original de Impact Wrestling (2002-2009). |
| TNA Hall of Fame              |                           | |
| Hall of Fame 2024             |                           | |
| Rhino                         | Tommy Dreamer             | Ver lista- NWA World Heavyweight Championship (1 vez) - TNA World Tag Team Championship (2 veces) |
| Bob Ryder †                   | Eric Young                | Ver lista- Cofundador y ejecutivo de largo tiempo de TNA. |

### Miembros

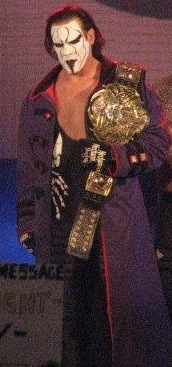
Sting (2012)
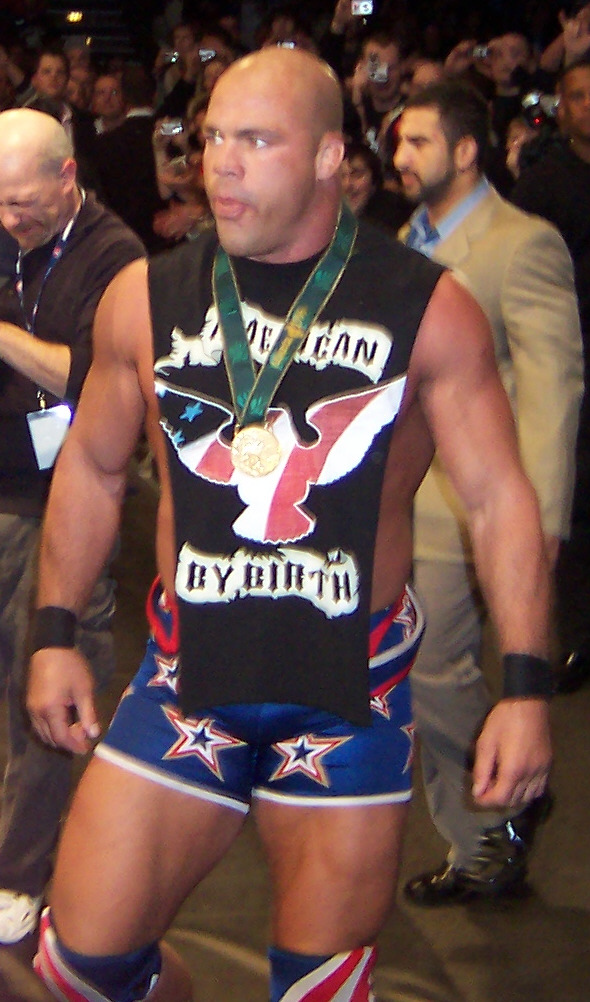
Kurt Angle (2013)
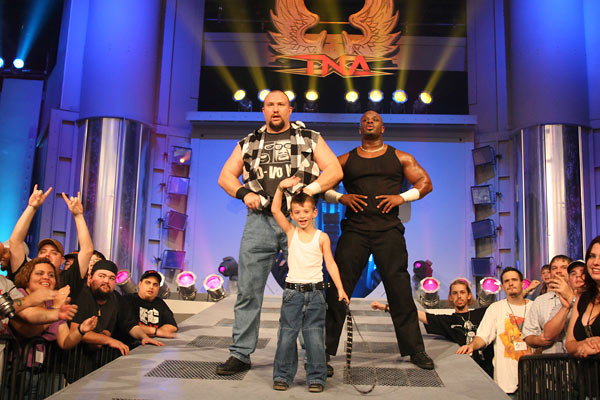
Team 3D (2014)
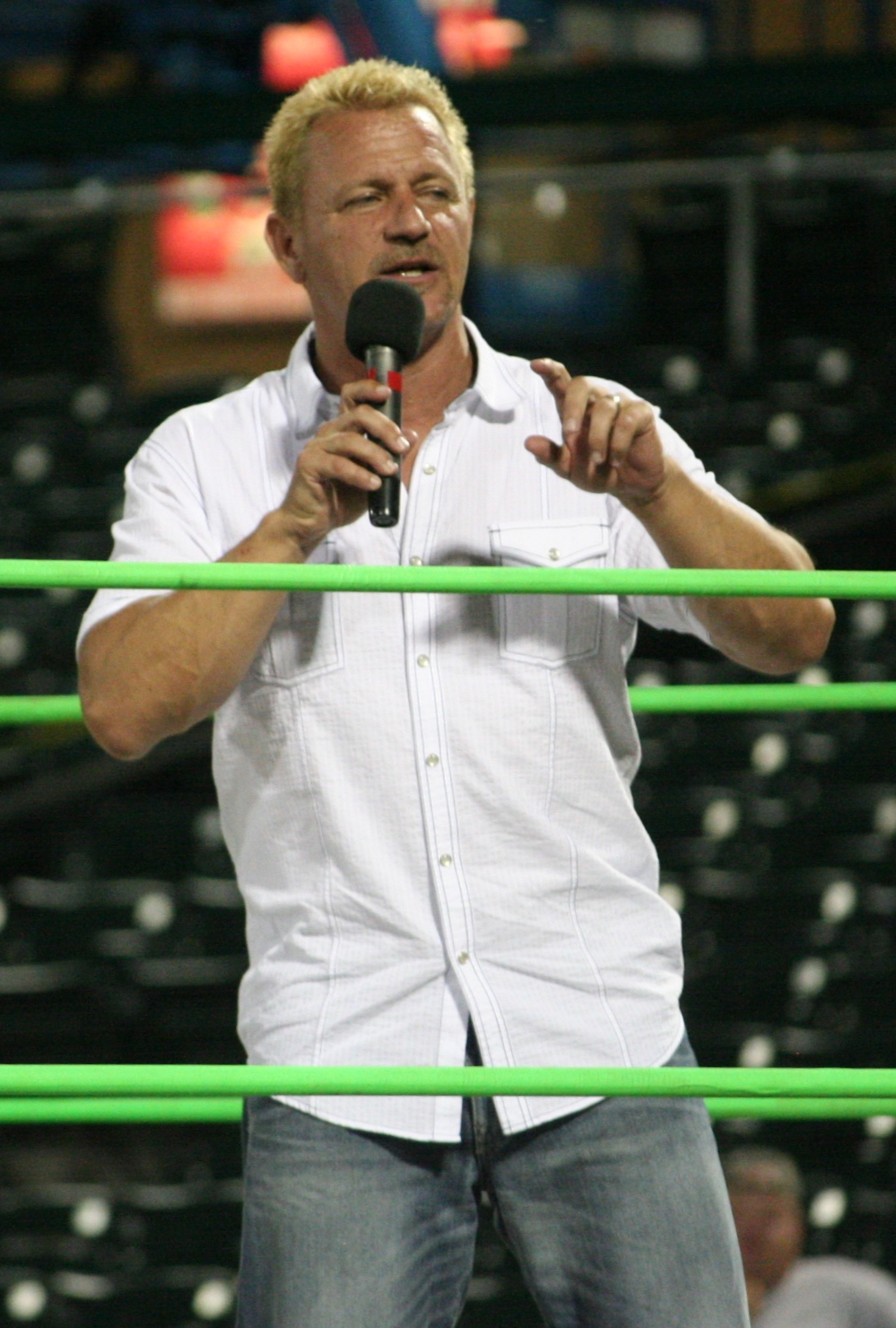
Jeff Jarrett (2015)
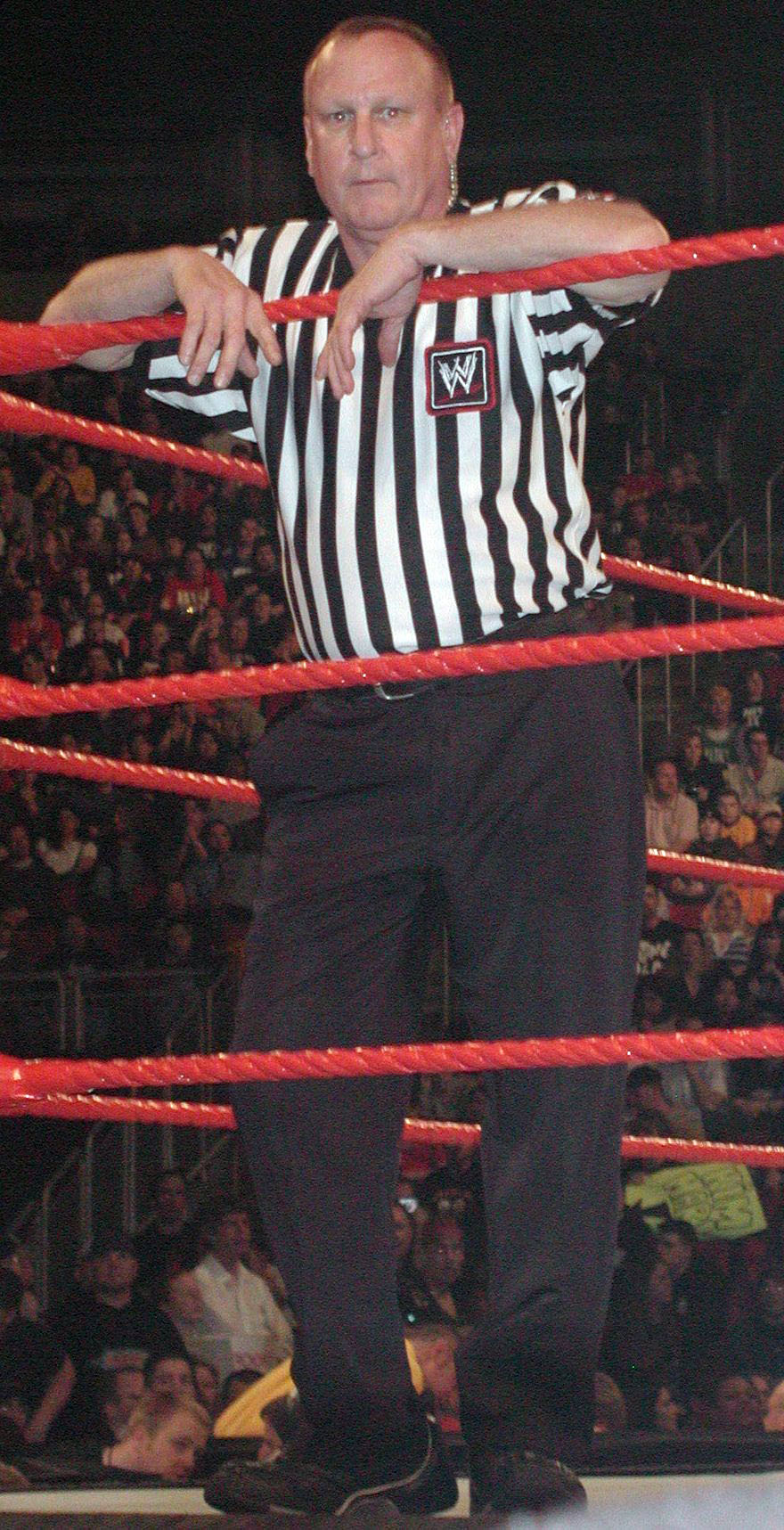
Earl Hebner (2015)
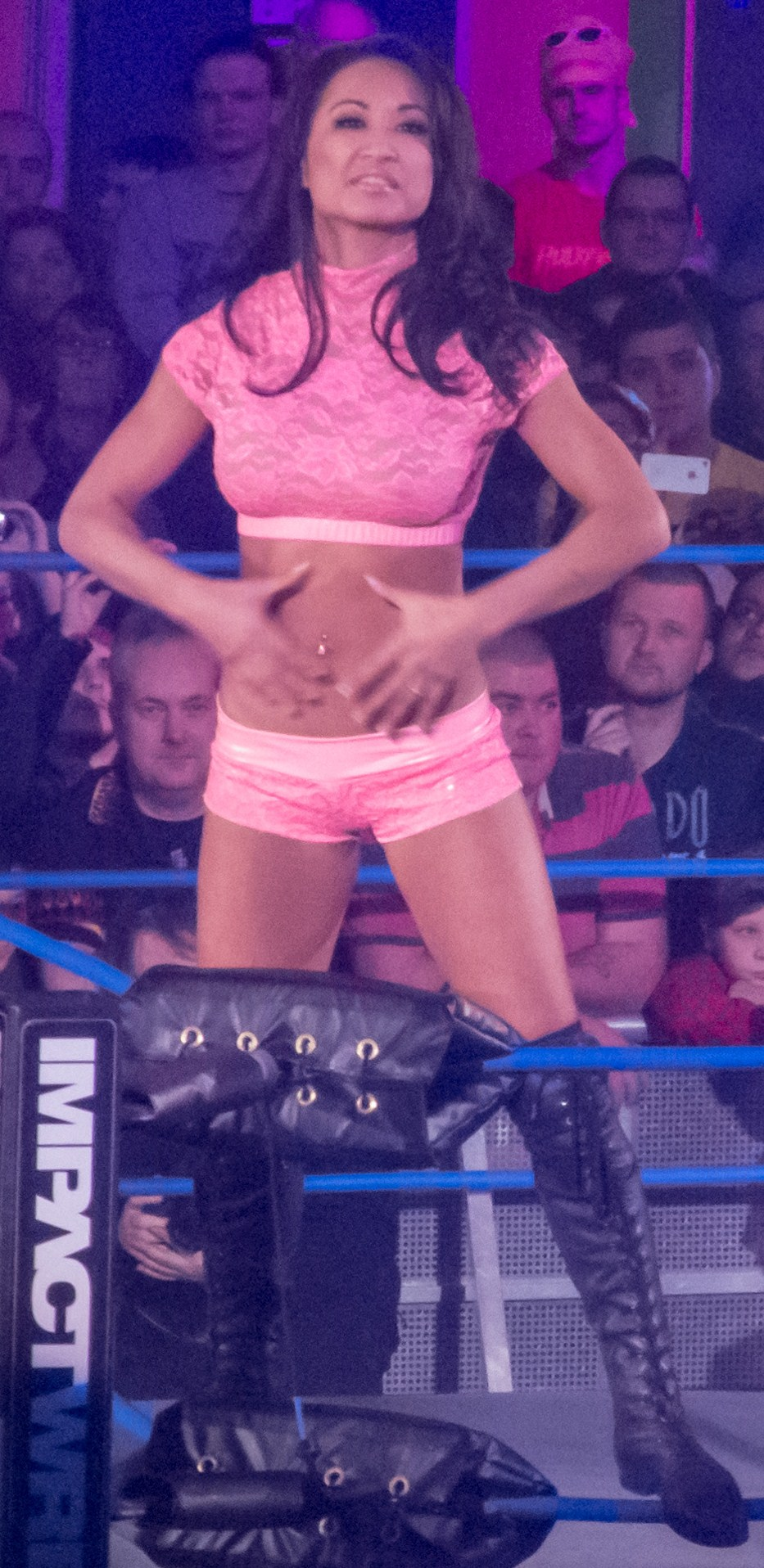
Gail Kim (2016)
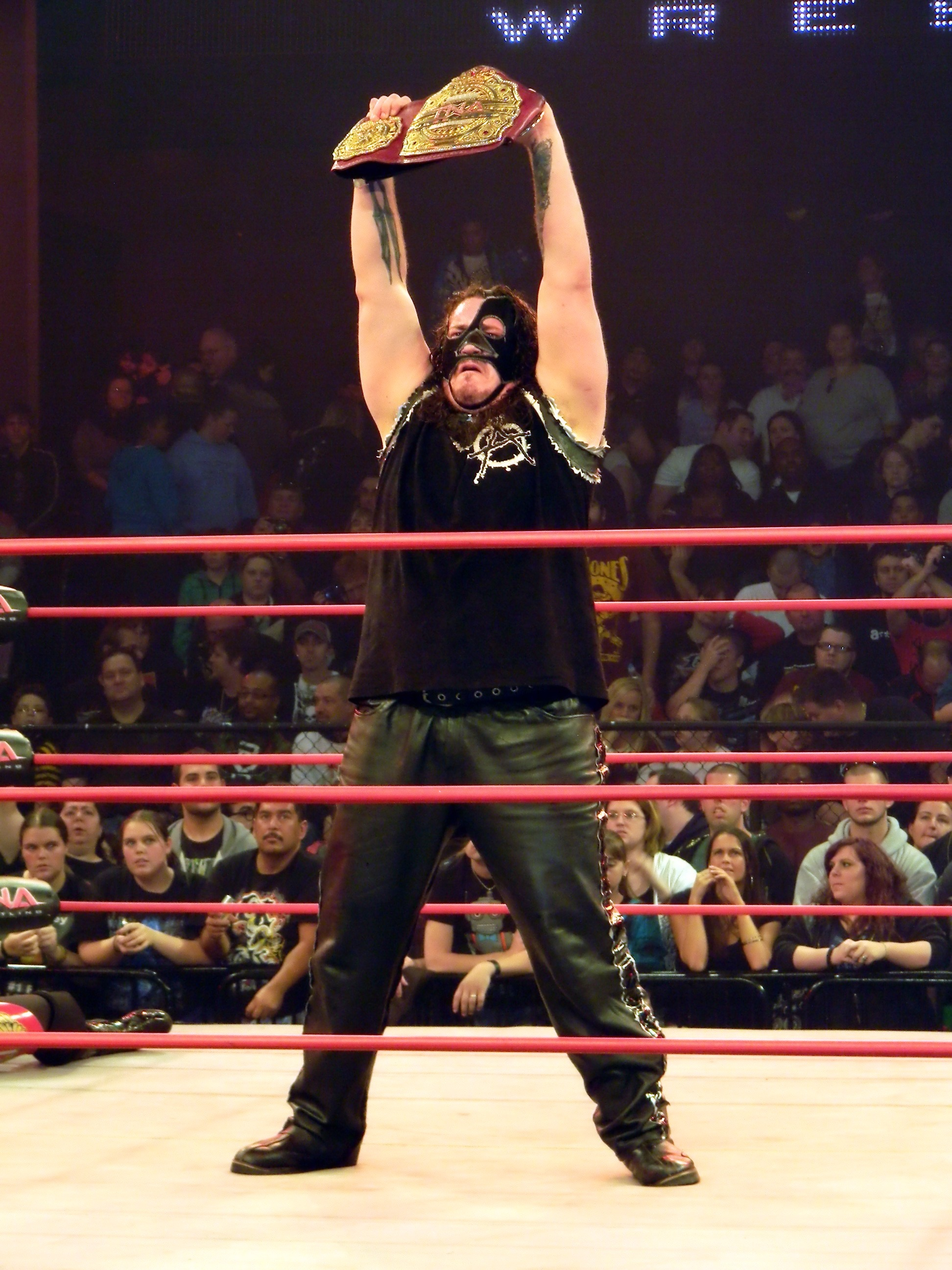
Abyss (2018)
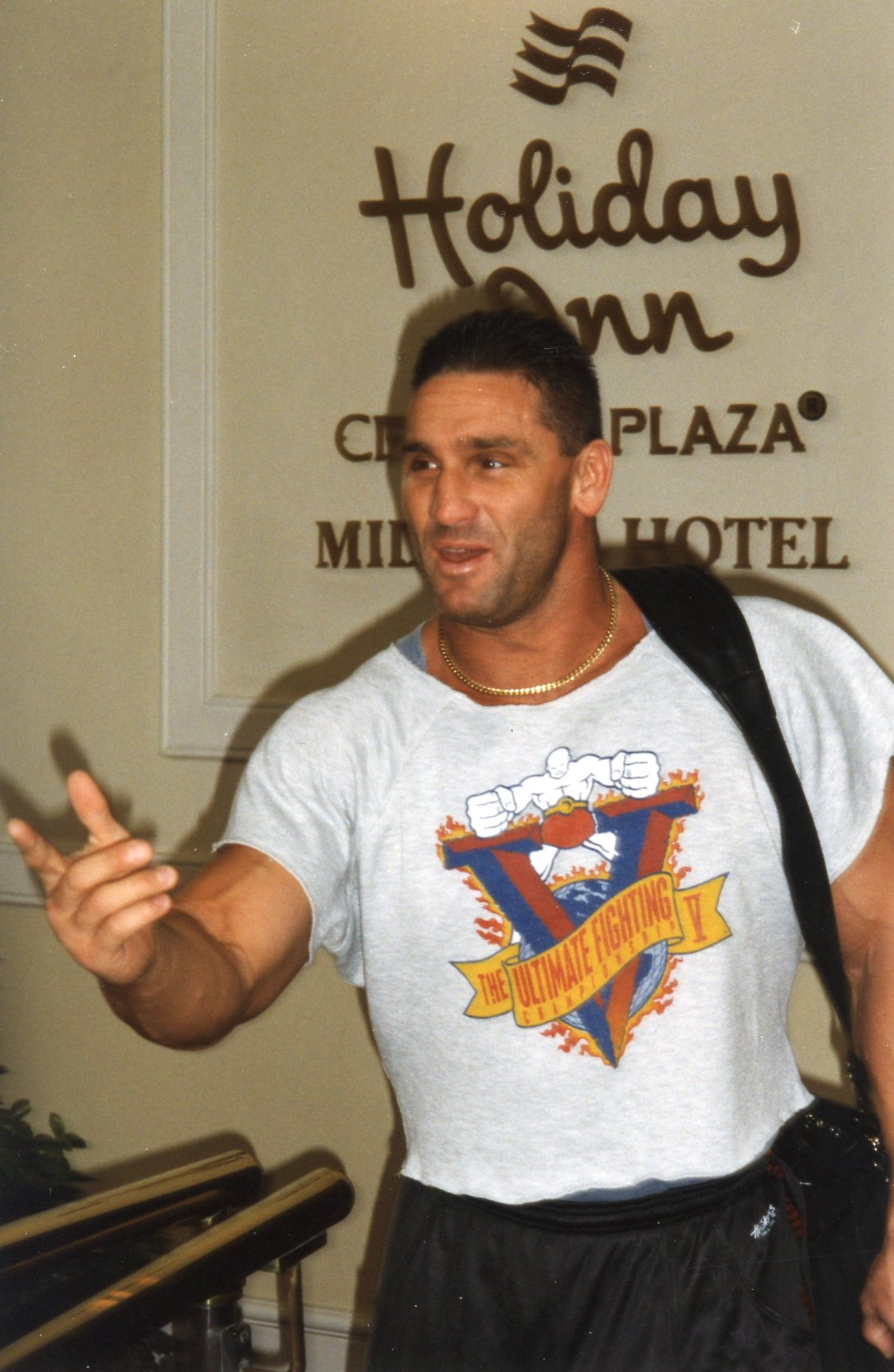
Ken Shamrock (2020)
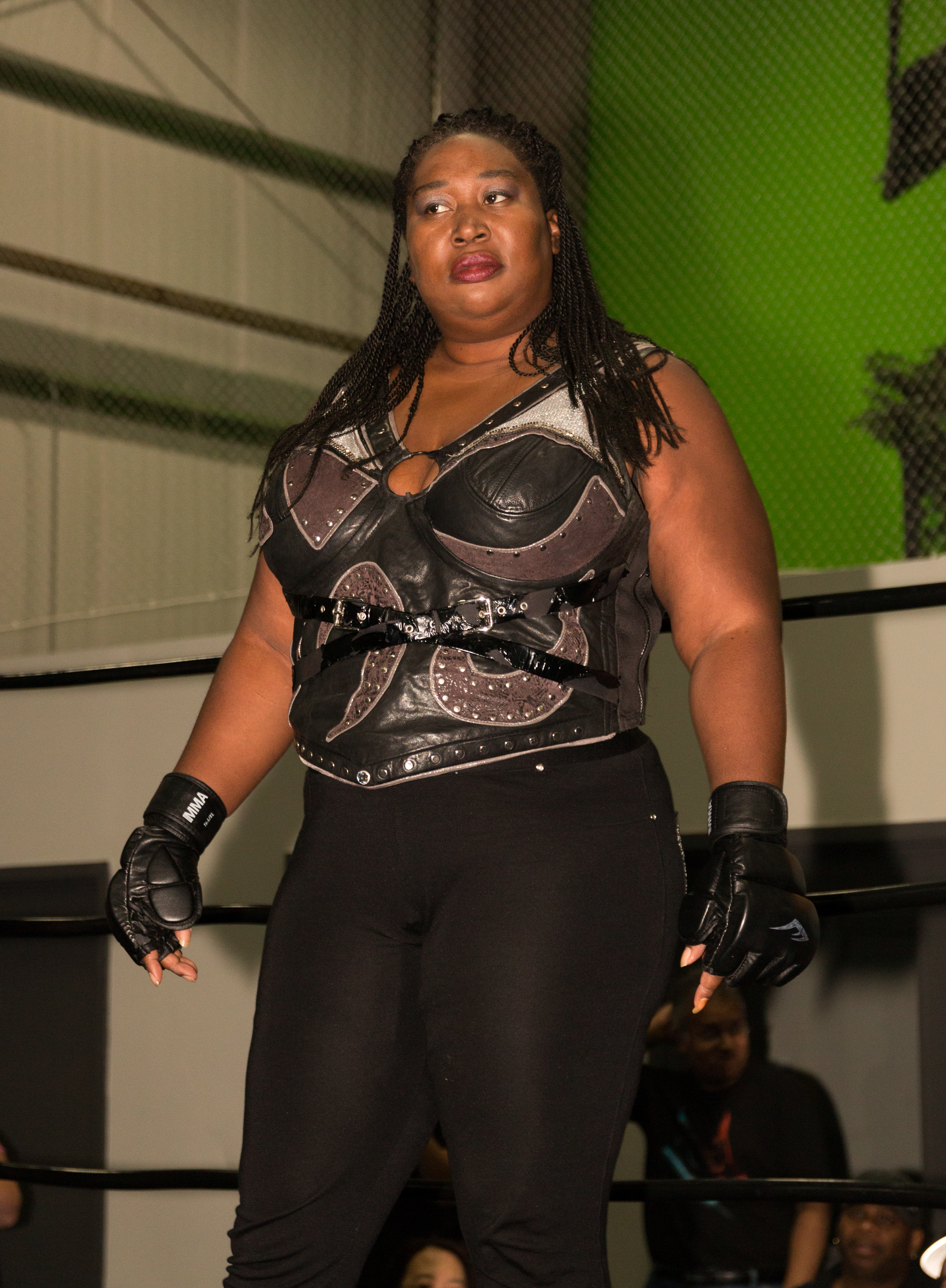
Awesome Kong (2021)
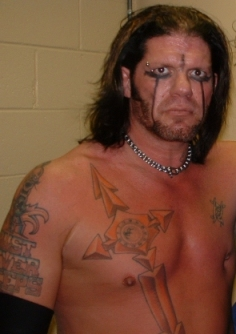
Raven (2022)
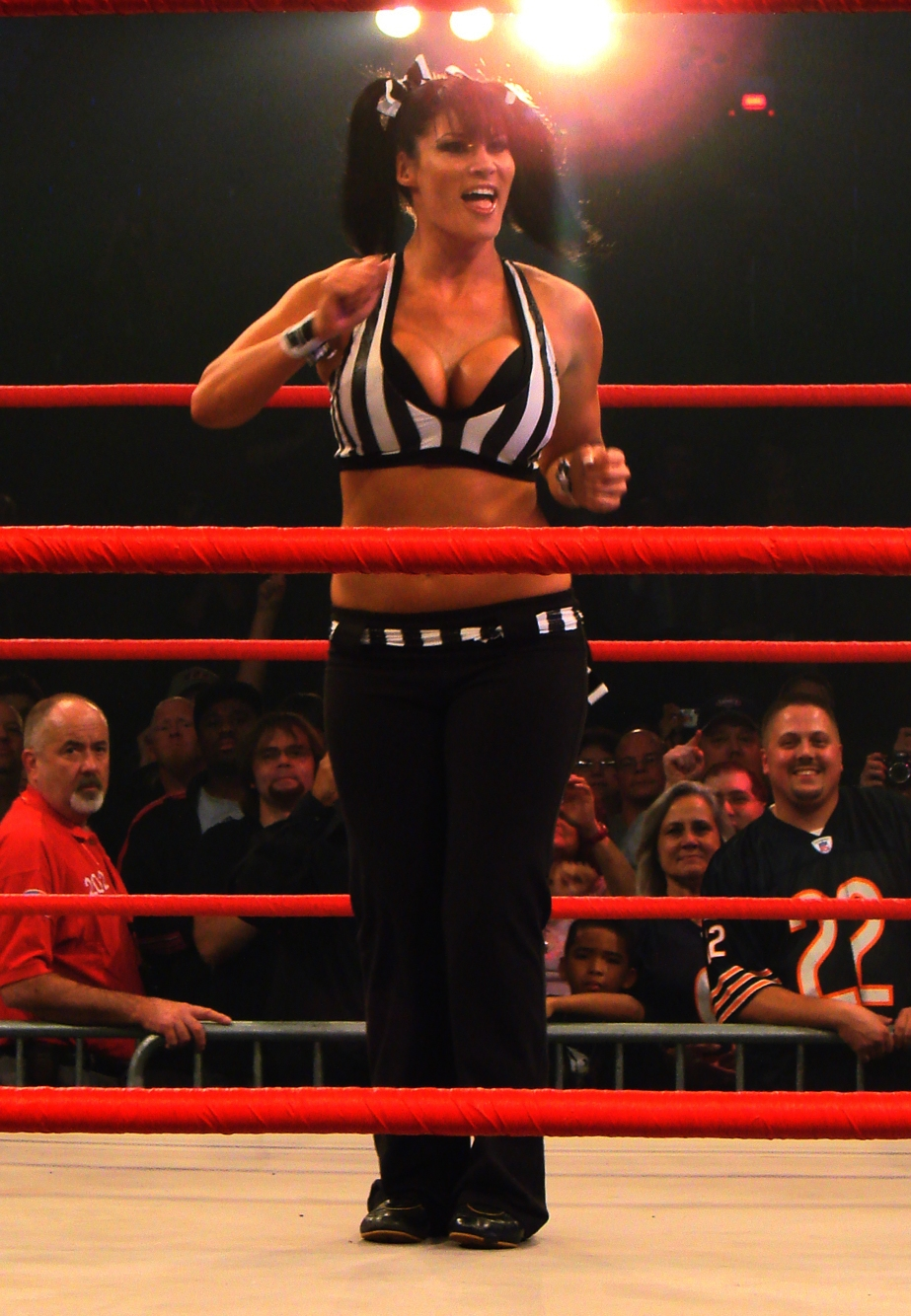
Traci Brooks (2023)
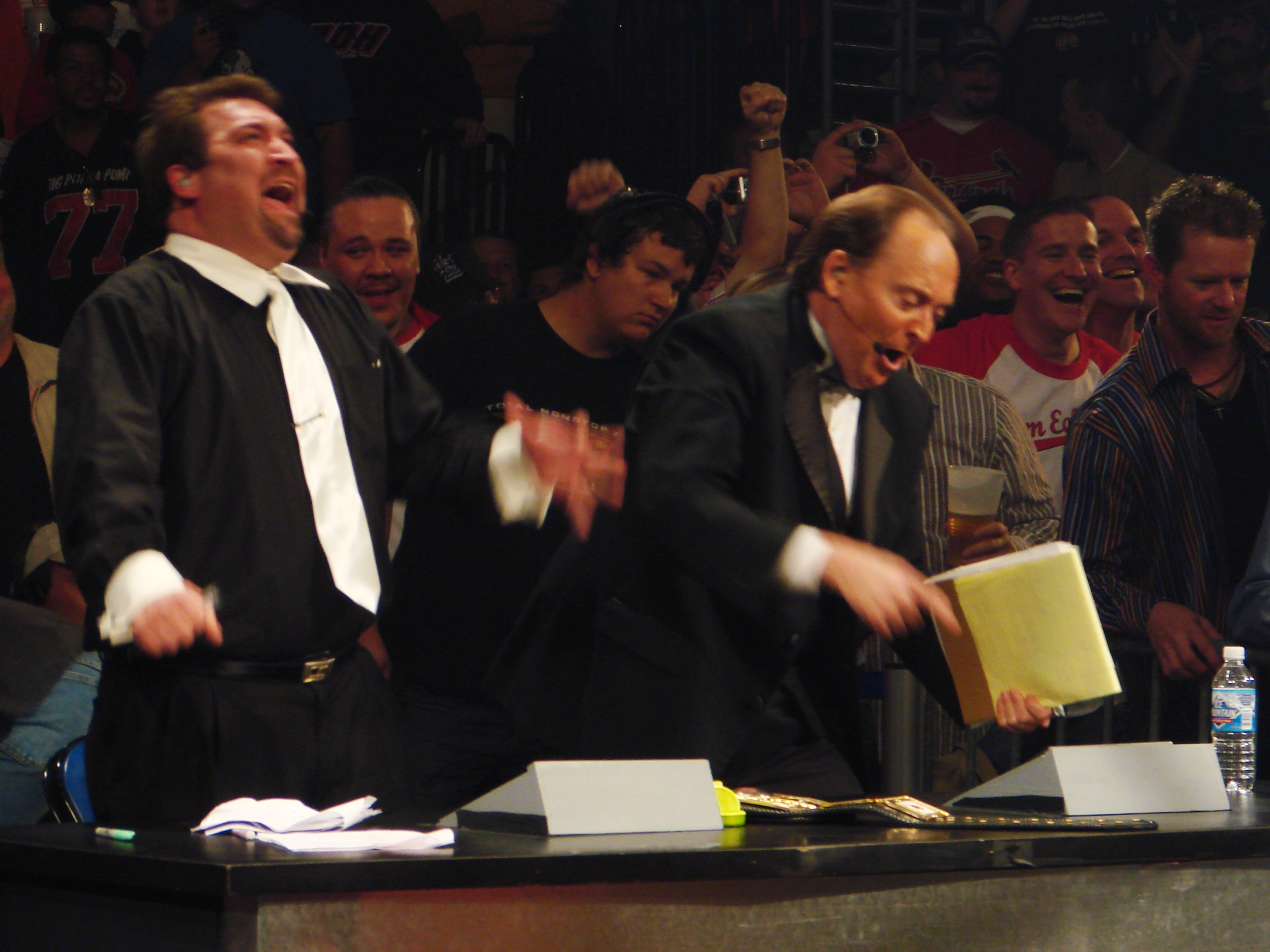
Don West (izquierda) y Mike Tenay (2023)
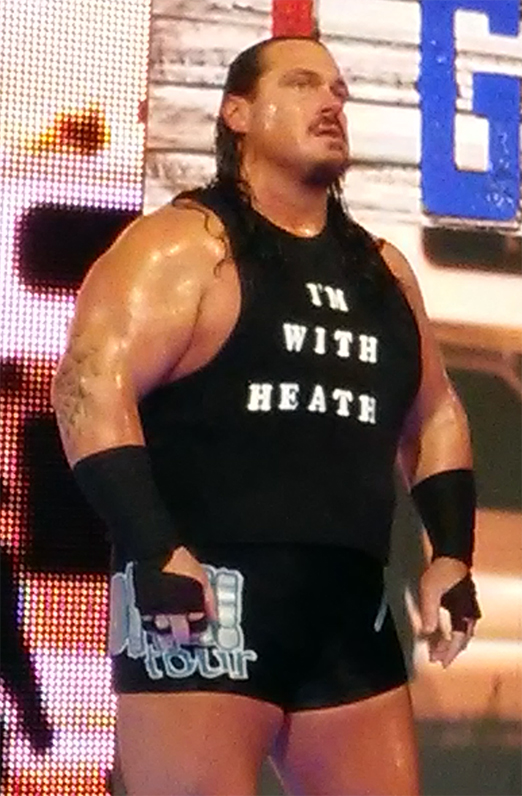
Rhino (2024)

### Fechas y lugares de las ceremonias
- 13 de octubre de 2012, en Phoenix, Arizona[4]
- 19 de octubre de 2013, en San Diego, California
- 11 de octubre de 2014, en Tokio, Japón
- 27 de junio de 2015, en Orlando, Florida
- 2 de octubre de 2016, en Orlando, Florida
- 13 de octubre de 2018, en Manhattan, Nueva York
- 24 de octubre de 2020, en Nashville, Tennessee
- 17 de septiembre de 2021, en Nashville, Tennessee
- 7 de octubre de 2022, en Albany, Nueva York
- 21 de octubre de 2023, en Chicago, Illinois
- 26 de octubre de 2024, en Detroit, Michigan